# ليلة سعيدة، ياممرضة!
ليلة سعيدة، يا ممرضة! (بالإنجليزية:Good Night, Nurse!) هو فيلم كوميدي قصير انتج سنة 1918، كتبه وأخرجه فاتي آرباكل وبطولة آرباكل وباستر كيتون وآل سانت جون.

## طاقم التمثيل
- روسكو "فاتي" آرباكل
- باستر كيتون
- آل سانت جون
- أليس ليك
- جو بوردو
- كات برايس

## وصلات خارجية
- الفيلم القصير Good Night, Nurse! متوفر للتحميل من موقع أرشيف الإنترنت [المزيد]
- ليلة سعيدة، ياممرضة! على موقع IMDb (الإنجليزية)
- ليلة سعيدة، ياممرضة! على موقع فيلمافينيتي (الإسبانية)
- ليلة سعيدة، ياممرضة! على موقع قاعدة بيانات الفيلم (الإنجليزية)
- ليلة سعيدة، ياممرضة! على موقع ليتربوكسد (الإنجليزية)
- ليلة سعيدة، ياممرضة! على موقع كينوبويسك (الروسية)
- Good Night, Nurse! on يوتيوب